# Lina El Kott
Ne doit pas être confondu avec Sanna El Kott.
Lina El Kott est une athlète suédoise, née le 28 février 1994. Spécialiste de skyrunning , elle a notamment remporté l'Olympus Marathon en 2018. Elle est la sœur jumelle de Sanna El Kott.

## Biographie
Le 5 février 2022, elle participe à l'édition inaugurale des championnats du monde de SkySnow à Sierra Nevada. Prenant un bon départ dans l'épreuve de course verticale, elle mène la course aux côtés de sa sœur Sanna. Mais tandis que cette dernière lève le pied, Lina conserve son rythme et mène la course du début à la fin pour remporter le titre.

## Résultats
| #   | féminin            | Course                                                   | Longueur | Départ            | Temps            |
| 3e  | Médaille d'or      | Olympus Vertical                                         | 4,3 km   | 22 juin 2018      | 45 min 22 s      |
| 18e | Médaille d'or      | Olympus Marathon                                         | 44 km    | 23 juin 2018      | 5 h 21 min 42 s  |
| 19e | Médaille de bronze | Kilomètre Vertical Face de Bellevarde                    | 3 km     | 6 juillet 2018    | 41 min 41 s      |
| 18e | 4e                 | High Trail Vanoise                                       | 70 km    | 7 juillet 2018    | 11 h 16 min 59 s |
| 29e | Médaille d'argent  | DoloMyths Run Vertical Kilometer                         | 2,4 km   | 20 juillet 2018   | 39 min 59 s      |
| 59e | 4e                 | DoloMyths Run                                            | 22 km    | 22 juillet 2018   | 2 h 34 min 25 s  |
| 26e | Médaille d'or      | SkyRace Comapedrosa                                      | 21 km    | 29 juillet 2018   | 3 h 3 min 7 s    |
| 16e | Médaille d'or      | Monte Rosa SkyMarathon                                   | 35 km    | 19 juin 2021      | 6 h 22 min 12 s  |
| 30e | 4e                 | Championnats du monde de skyrunning - Kilomètre vertical | 2,8 km   | 9 juillet 2021    | 45 min 18 s      |
| 38e | 7e                 | Championnats du monde de skyrunning - SkyMarathon        | 42 km    | 11 juillet 2021   | 5 h 26 min 31 s  |
| 56e | Médaille de bronze | SkyRace Comapedrosa                                      | 24 km    | 25 juillet 2021   | 3 h 45 min 0 s   |
| 6e  | Médaille de bronze | Silvretta Run 3000 MEDIUM                                | 29,9 km  | 16 juillet 2022   | 2 h 49 min 45 s  |
| 13e | Médaille d'or      | Schlegeis 3000 Vertical                                  | 4,9 km   | 22 juillet 2022   | 57 min 23 s      |
| 17e | Médaille de bronze | Schlegeis 3000 SkyRace                                   | 34 km    | 23 juillet 2022   | 4 h 49 min 41 s  |
| 17e | Médaille d'or      | Vertical K                                               | 5 km     | 2 août 2022       | 47 min 58 s      |
| 50e | Médaille d'or      | Montée du Skåla                                          | 8,2 km   | 13 août 2022      | 1 h 27 min 32 s  |
| 39e | 6e                 | Championnats du monde de skyrunning - Kilomètre vertical | 3,75 km  | 9 septembre 2022  | 45 min 18 s      |
| 55e | 10e                | Championnats du monde de skyrunning - SkyMarathon        | 31 km    | 11 septembre 2022 | 3 h 49 min 59 s  |
| 5e  | Médaille d'or      | Kilómetro Vertical Cordillera Blanca                     | 5,9 km   | 29 juin 2023      | 1 h 0 min 0 s    |
| 14e | Médaille d'argent  | Fjällmaraton 100K                                        | 100 km   | 3 août 2023       | 12 h 20 min 6 s  |
| 13e | Médaille d'argent  | Ultra-Trail Snowdonia - 50K                              | 55 km    | 11 mai 2024       | 7 h 35 min 14 s  |
| 14e | Médaille d'or      | Monte Rosa SkyMarathon                                   | 35 km    | 14 juin 2025      | 6 h 17 min 3 s   |